# Нолан, Норма
Но́рма Беатри́с Но́лан (исп. Norma Beatriz Nolan; род.1938, Венадо-Туэрто, Аргентина) — первая аргентинка, завоевавшая в 1962 году титул Мисс Вселенная. Она выиграла на конкурсе, прошедшем в Miami Beach Auditorium в Майами-Бич (Флорида), США. Предки Нолан из Ирландии и Италии.
Не так много известно о ней после победы на конкурсе «Мисс Вселенная». По мнению некоторых аргентинских сайтов, написанных аргентинцами, которые жили в 1960-х, она стала символом аргентинской молодежи, в то время Аргентина переживала трудный период.